# Mount King, Västantarktis
Mount King är ett berg i Antarktis. Det ligger i Västantarktis. Argentina, Chile och Storbritannien gör anspråk på området. Toppen på Mount King är 1 890 meter över havet. Mount King ingår i Douglas Range.
Terrängen runt Mount King är varierad. Trakten är obefolkad. Det finns inga samhällen i närheten.